# Нортумберленд (судно, 1705)
HMS Northumberland (Нортумберленд) — британський 70-гарматний трищогловий лінійний корабель 18 століття. Побудований у 1705 році на корабельні Дептфорда.
8 травня 1744 року Нортумберленд під час бою захопили два французькі кораблі — «Марс», якими командували Етьєн де Періє і «Контент» (командував Юбер де Брієн, граф де Конфланс). Судно взяли на службу у французький флот. Брав участь у Семирічній війні (у битві в бухті Кіберон). У 1776 році переобладнаний на транспортне судно та перейменований на «Атлас».
У лютому 1781 року судно затонуло біля узбережжя Уессана.